# Southern Sudan Legislative Assembly
Die Southern Sudan Legislative Assembly wurde 2005 durch die Interims-Verfassung des Südlichen Sudan 2005 begründet. Bis zu den Wahlen im Sudan 2010 wurden alle 170 Mitglieder nach der Formel ernannt, welche im Naivasha-Abkommen (CPA) festgelegt worden war: 70 % der Sitze gingen an die Sudanesische Volksbefreiungsbewegung (SPLM), 15 % an die Nationale Kongresspartei (NCP) und 15 % an andere Parteien. Die Versammlung traf sich in Juba, der Hauptstadt des Südlichen Sudan und des Bundesstaates Central Equatoria.
Die letzte und wohl historisch bedeutsamste Sitzung der Assembly wurde am 9. Juli 2011 abgehalten, bei der etwa 1.30 p.m. (Juba time) die Declaration of Independence of South Sudan (Unabhängigkeitserklärung des Südsudan) von Rt. Hon. James Wani Igga, dem damaligen Speaker of the Southern Sudan Legislative Assembly, verlesen wurde. Diese Unabhängigkeitserklärung wurde in einer offenen Parlamentssitzung (sitting number 27-2011) der Assembly vor einer großen versammelten Zuhörerschaft am Dr. John Garang Mausoleum in Juba verlesen.
Nach der Unabhängigkeit der Republic of South Sudan wurde die National Legislative Assembly of South Sudan als neue gesetzgebende Versammlung begründet in Übereinstimmung mit der neuen Verfassung des Südsudan. Zusammen mit dem Council of States of South Sudan bildete sie die neue National Legislature of South Sudan.

## Mitglieder der Legislative Assembly
| Partei                                                 | Abkürzung | Führer                         | Abgeordnete |
| ------------------------------------------------------ | --------- | ------------------------------ | ----------- |
| Sudan People’s Liberation Movement                     | SPLM      | Dr. Ann Itto (Southern sector) | 112         |
| National Congress                                      | NCP       | Riek Gai Kok (Southern sector) | 25          |
| Union of Sudan African Parties 1                       | USAP 1    | Joseph Ukel                    | 7           |
| Union of Sudan African Parties 2                       | USAP 2    | James Elioba Sururu            | 4           |
| United Democratic Sudan Forum                          | UDSF      | N/A                            | 4           |
| South Sudan Democratic Forum                           | SSDF      | Dr. Martin Elia Lomuro         | 4           |
| United Democratic Front                                | UDF       | Peter Abdrhaman Sule           | 4           |
| Sudan African National Union                           | SANU      | Dr. Toby Maduot                | 4           |
| South Sudan Defense Force                              | SSDF      | Paulino Matip Nhial            | 3           |
| Appointed Members                                      | N/A       | N/A                            | 3           |
| Sudan People’s Liberation Movement - Democratic Change | SPLM-DC   | Lam Akol                       | 4           |

## Sprecher
| Name                | Amtsantritt       | Amtszeitende      | Anmerkungen                                 |
| ------------------- | ----------------- | ----------------- | ------------------------------------------- |
| Lubari Ramba        | 15. Dezember 1973 | 15. Dezember 1975 | Speaker People’s Regional Assembly          |
| Hilary Logali       | Dezember 1975     | Dezember 1977     | Speaker People’s Regional Assembly          |
| Uncle Clement Mboro | Juli 1978         | 18. Juli 1979     | Speaker People’s Regional Assembly          |
| Isaiah Kulang       | 18. Juli 1979     | 4. Februar 1980   | Speaker People’s Regional Assembly          |
| Angelo Beda         | 30. Mai 1980      | 5. Juni 1981      | Speaker People’s Regional Assembly          |
| Mathew Obur         | 23. Juni 1982     | 1983              | Speaker People’s Regional Assembly          |
| James Wani Igga     | 2005              | 2011              | Speaker Southern Sudan Legislative Assembly |